# شتات آشوري/سرياني/كلداني

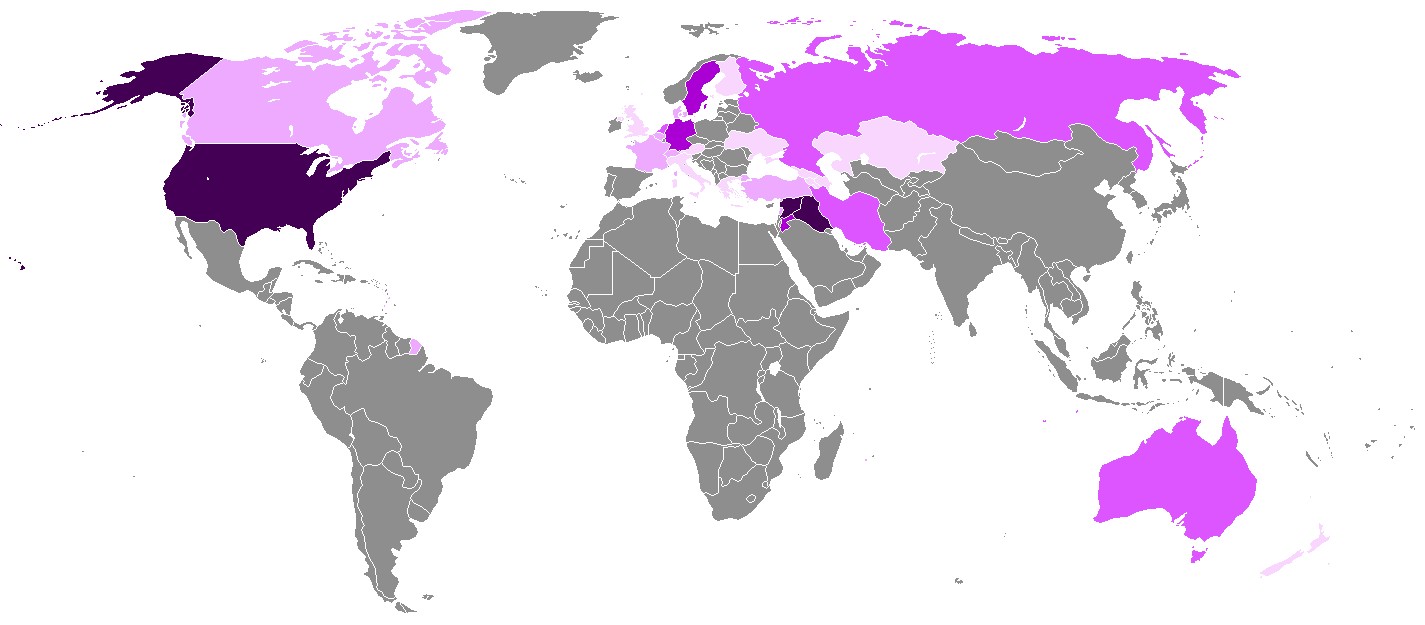
انتشار الآشوريين السريان الكلدان في العالم.
أكثر من 500,000
100,000 - 500,000
50,000 - 100,000
10,000 - 50,000
>10,000

الشتات الآشوري الكلداني السرياني هو شتات يشير إلى جزء من الشعب الآشوري، الذي يشترك في لغة واحدة هي الآرامية الشرقية، ويعود بالأصل إلى آشور في منطقة الجزيرة الفراتية (أي الجزء الشمالي من بلاد الرافدين). وهم الذين هاجروا خارج مناطقهم في شمال العراق، شمال غرب إيران، شمال شرق سوريا، وجنوب شرق تركيا على فترات إلى مناطق مختلفة بالعالم.

## التاريخ

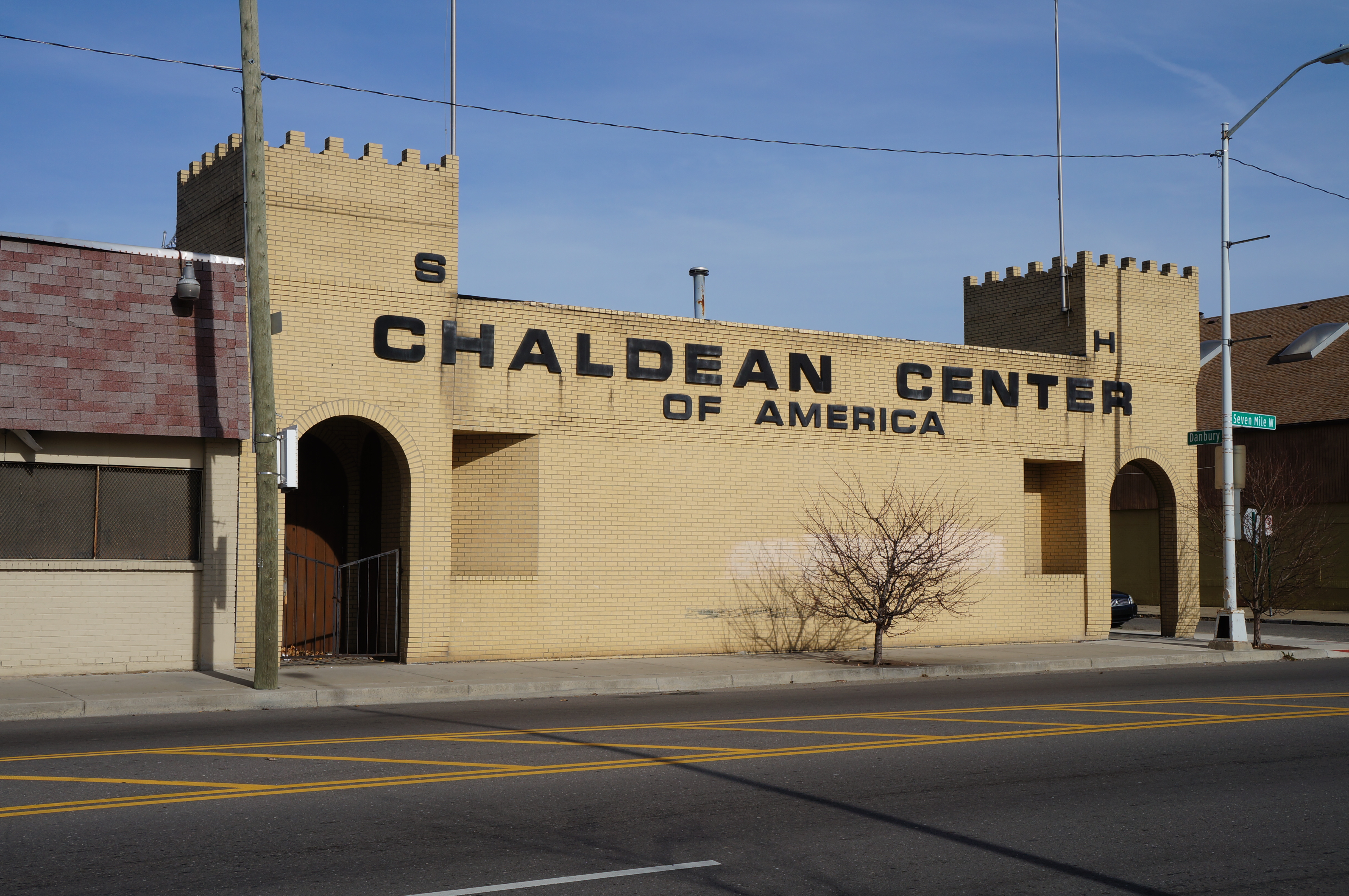
المركز الكلداني في الحي الكلداني مدينة ديترويت.

بدأت هجرة الآشوريون/الكلدان إلى الأمريكيتين منذ ثمانينات القرن التاسع عشر وذلك بسبب الظروف الاقتصادية وتوفر فرص العمل، كما أدى التمييز الديني إلى تسريع الهجرة منذ ذلك الحين. وقد بدأ المهاجرون من المناطق الريفية بسهل أورميا وسهل نينوى بالهجرة إلى المدن الصناعية بالولايات المتحدة حيث عملوا في المصانع وفي قطاع الخدمات. كما تبعتهم كذلك موجات ذهبت خصيصا للدراسة وتلقي العلوم. وبحلول سنة 1906 أصبح عدد الاشورين من أورميا في الولايات المتحدة ما يزيد على الألف أغلبيتهم الساحقة من الرجال الذين قدموا للعمل، غير أن المجازر التي حدثت خلال الحرب العالمية الأولى دعت العديد من العوائل إلى الهجرة إلى الولايات المتحدة وخاصة من قبل المشارقة الذين بدأوا بالاستقرار في كل من شيكاغو ونيو إنغلاند ومدينة تورلوك. هاجر العديد من آشوريي وكلدان العراق خلال الستينات والسبعينات وفي فترة الحصار الاقتصادي على العراق وبدأوا بالاستقرار في مدينة ديترويت وخاصة بما سمي لاحقا بالحي الكلداني (Chaldean town) بها، كما ازدادت الهجرة من قبل آشوريي إيران بعد الثورة الإسلامية بها واستقر هؤلاء غالبا بولاية كاليفورنيا.
كما أدت المجازر السالفة الذكر إلى نزوح الآلاف من آشوريي أورميا إلى روسيا واستقروا كذلك في بعض جمهوريات الاتحاد السوفييتي. غير أن أغلبية هؤلاء اندمجوا في مجتمعاتهم أو هاجروا إلى أوروبا والولايات المتحدة بعد سقوط الاتحاد السوفييتي.
أما الوجود الآشوري/السرياني/الكلداني الفعلي في أوروبا فيعود إلى فترة السبعينات عندما بدأ سريان طور عابدين بالهجرة الجماعية إلى السويد وألمانيا تحت ضغط المعارك الدائرة بين حزب العمال الكردستاني والجيش التركي. كما لحق بهم سريان شمال شرق سوريا ابتداء من الثمانينات والآشوريين الكلدان العراقيين منذ التسعينات. ويتركز وجودهم حاليا في بلدة سودرتاليا جنوب ستوكهولم التي يطلق عليها أحيانا تسمية «عاصمة الآشوريين في العالم». يُذكر أن الجالية الآشورية/السريانية/الكلدانية تعتبر من أنجح الجاليات المهاجرة في السويد. كما يتمركز السريان والكلدان حول مدينة أنشخيدي بهولندا وضاحية سارسيل بباريس.
يُذكر أنَّ الآشوريين المقيمين في ولاية كاليفورنيا وروسيا هم في الغالب قادمين من إيران، بينما الآشوريين في شيكاغو وسيدني هم في الغالب من أصول عراقيَّة. أمّا الآشوريين في مدينة ديترويت هم في المقام الأول من أتباع الكنيسة الكلدانية الكاثوليكية، وأغلبهم من العراق. يُذكر أنَّ السريان في الدول الأوروبيَّة مثل السويد وألمانيا أغلبهم من أصول سوريَّة وتركيَّة ومن الناطقين في اللهجة الطوريَّة.